# Ventifakt
Ventifakti, geomorfološki, su stijene koje su bile izložene abraziji, izdubljene, ili polirane pijeskom nanesenim vjetrom. Ovakve geomorfološke pojave se obično mogu naći u aridnim okruženjima s veoma malo vegetacije te ne utječe na eolski prijenos pijeska i odlomaka, a gdje su česti jaki vetrovi, i gdje postoji konstantna količina pijeska koji ne prevladava u okolini. Ovaj pojam ne treba vezati za petrologiju, već je u pitanju termin kojim se opisuje oblik i forma stijene, a ne i njen petrološki sastav.
Ventifakti mogu biti strugani tako da djeluju kao prirodne skulpture. Obično imaju jednu ili više veoma uglačanih strana kao posljedica udara zrna pijeska koji su pokrenuti vjetrom. Fasete su obično orijentirane i pokazuju smjer udara zrna pijeska, odnosno dominantni smjer vjetra.
Ventifakti su također prisutni na Marsu, gdje su napravili veliku štetu kotačima Curiositya. Najpoznatiji primjer marsovskog ventikafta je Jake Matijevic nazvan po Jacobu Matijevicu. Analizirajući njegov oblik, uspješno je rekonstruiran smjer vjetra koji je strugao kamen.

## Vanjske poveznice
- Bibliografija Eolskog istraživanja